# J.J. Jegede
J.J. Jegede (ur. 3 października 1985) – brytyjski lekkoatleta specjalizujący się w skoku w dal. 
Czwarty zawodnik mistrzostw Europy w Helsinkach (2012).
Złoty medalista mistrzostw Wielkiej Brytanii oraz reprezentant kraju w meczach międzypaństwowych.
Rekordy życiowe: stadion – 8,11 (13 lipca 2012, Londyn); hala – 8,04 (18 lutego 2012, Birmingham). 

## Osiągnięcia
| Rok  | Impreza                        | Miejsce   | Lokata            | Wynik |
| ---- | ------------------------------ | --------- | ----------------- | ----- |
| 2007 | Młodzieżowe mistrzostwa Europy | Debreczyn | el. – 13. miejsce | 7,42  |
| 2012 | Mistrzostwa Europy             | Helsinki  | 4. miejsce        | 8,10w |
| 2014 | Igrzyska Wspólnoty Narodów     | Glasgow   | 7. miejsce        | 7,81  |
| 2014 | Mistrzostwa Europy             | Zurych    | 9. miejsce        | 7,88  |